# 哌啶
哌啶（Piperidine），又称六氢吡啶、氮杂环己烷，是一个杂环化合物，分子式为(CH2)5NH。它是一个仲胺，可看作环己烷一个碳被氮替代后形成的化合物，即氮杂环己烷。室温下为无色发烟液体，有类似氨、人類精液的刺激性气味，广泛应用在有机合成，尤其是药物合成中。亦可用于DNA测序。

## 存在及生产
哌啶环存在于很多生物碱中，如奎宁和胡椒碱。工业上，它由吡啶氢化制备，用二硫化钼作催化剂：
用钠-乙醇溶液也可将吡啶还原为哌啶。

## 有机化学
哌啶是很常用的仲胺，用于将酮转化为烯胺。
哌啶与次氯酸钙反应生成氯代胺C5H10NCl，该化合物发生脱卤化氢反应得到环状的亚胺。